# Sakkarbaug Zoological Garden

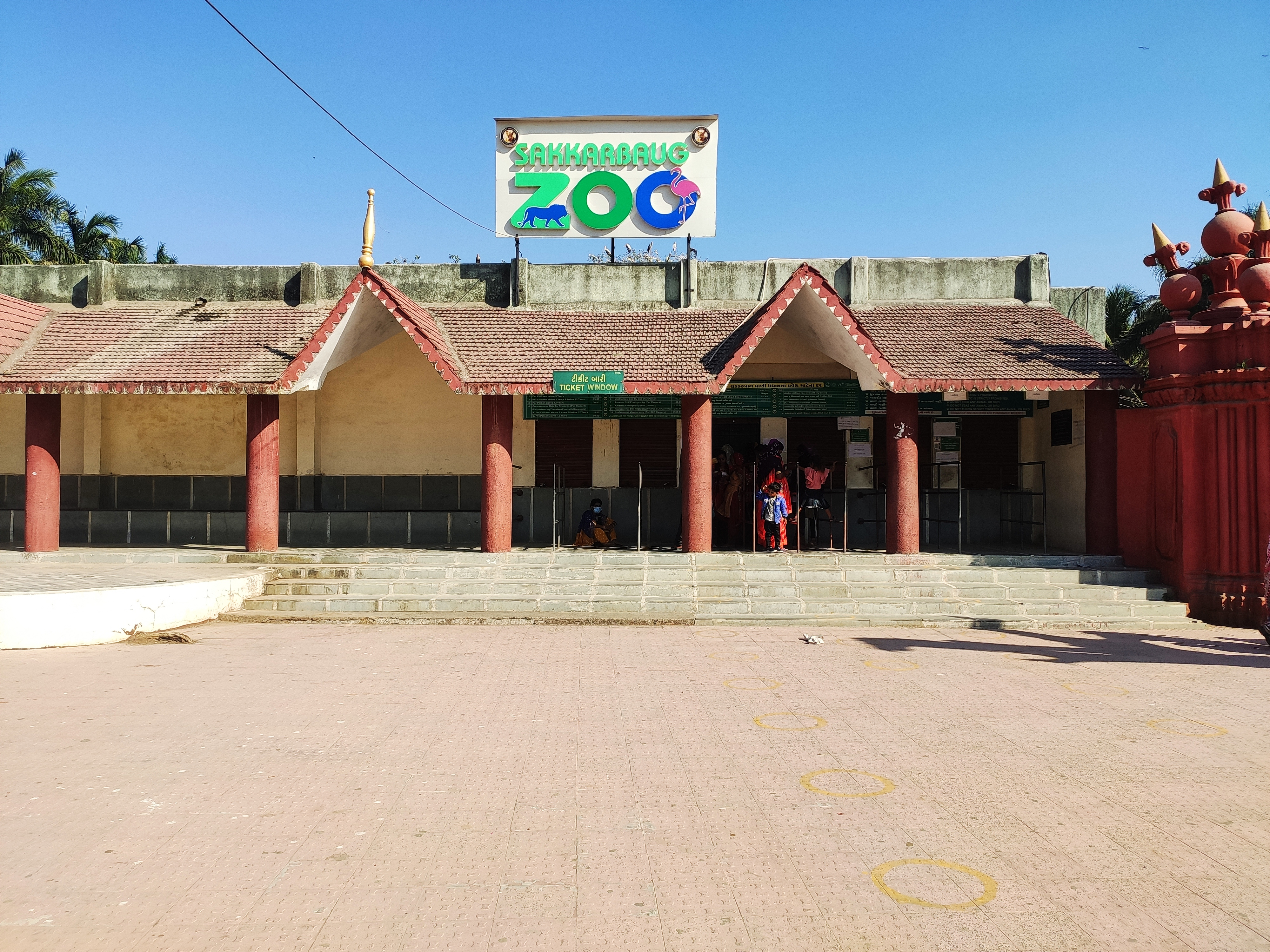
Sakkarbaug Zoological Garden

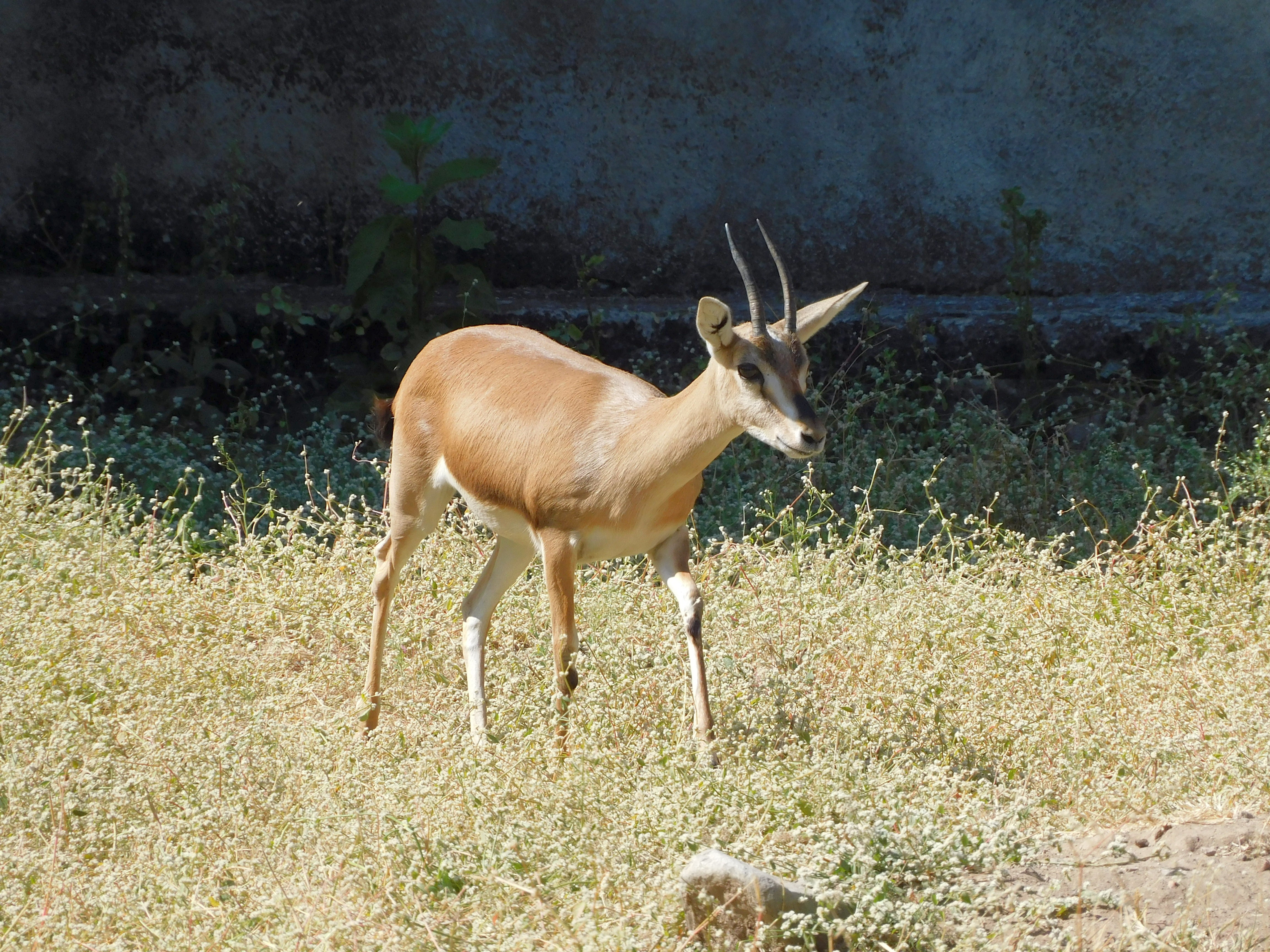
Indische Gazelle

Der etwa 84 Hektar große Sakkarbaug Zoological Garden bei der Stadt Junagadh im Bundesstaat Gujarat ist der älteste Zoo Indiens.

## Lage
Der etwa 100 m hoch gelegene Zoo befindet sich im Nordosten der Stadt Junagadh zu Füßen des Mount Girnar. Das Stadtzentrum ist ca. 3 km entfernt; etwas weniger sind es bis zum Uparkot-Fort mit seinen archäologischen Sehenswürdigkeiten.

## Geschichte
Der Zoo entstand im Jahr 1863 auf Betreiben von Mohammad Mahabat Khanji II., dem damaligen Oberhaupt des Fürstenstaats Junagadh. Nach der Unabhängigkeit Indiens (1947) wurde er vom indischen Staat übernommen. Jahrelang fristete er ein Schattendasein und erlebte erst in den 1990er Jahren ein kulturelles Revival. Er züchtet vorrangig Asiatische Löwen, die im ca. 75 km südöstlich gelegenen Gir-Nationalpark noch ein letztes natürliches Refugium haben, sowie andere einheimische Tiere und tauscht einige Exemplare im Rahmen von Zuchtprogrammen mit anderen renommierten Zoos weltweit.

## Museum
Im Jahr 2003 eröffnete ein Naturkundemuseum, in welchem Präparate und Skelette von asiatischen Löwen und anderen größeren Tieren gezeigt werden.